# 55e Rue
La 55e Rue (ou 55th Street) est une rue de New York aux États-Unis.

## Situation et accès
Cette voie qui mesure 3,2 km de long, traverse d'est en ouest Midtown dans Manhattan. Elle est encadrée par la route NY 9A à l'ouest et se termine par une impasse à l'est, juste après la Sutton Place South.

## Origine du nom
La 55e Rue, tire son nom tout simplement de sa position dans le plan en damier de Manhattan établi en 1811. 
Le chiffre « 55 » indique sa position dans la grille est-ouest, entre la 54e et la 56e Rue.

## Historique
Elle fait partie du Commissioners' Plan de 1811.